# Yeah Yeah
"Yeah Yeah" is een single van de Amerikaanse singer-songwriter Sam Means uit 2009. Het nummer is oorspronkelijk gemaakt voor de soundtrack van de film The Sinking of Santa Isabel en kwam voor op het album The Sinking of Santa Isabel (Original Motion Picture Soundtrack).

## Achtergrond
Yeah Yeah is geschreven en geproduceerd door Sam Means. Het nummer was in 2009 geen succes, maar behaalde in 2014 in Nederland de hitlijsten nadat het werd gebruikt in een reclame van Nationale-Nederlanden. Ook in andere landen is het nummer gebruikt in reclames. Zo kwam het in Amerika op de televisie voor het bedrijf AT&T en in het Verenigd Koninkrijk voor McDonald's. In deze landen resulteerde dit niet tot hitnoteringen. De single heeft in Nederland de gouden status.